# Vocabulario de la lengua bicol (1754)
El Vocabulario de la lengua bicol es un diccionario del idioma bicol, recopilada por Marcos de Lisboa cuando fue destinado a la Región Bicol de Filipinas.

## Historia
De Lisboa residió en Bícol entre 1602 y 1616: en Oas, Polangui y Nueva Cáceres. En sus catorce años en la región de Bicol, fue asignado en el área de Naga durante nueve años y también se desempeñó como vicario provincial en la apostólica provincia de San Gregorio durante dos años.
Según Maria Lilia Realubit, el diccionario de De Lisboa contenía 10.495 entradas en bicol-castellano en 417 páginas usando un papel de 22×33cm y 5.588 entradas en castellano-bicol en 103 páginas. Fue la segunda edición reimpresa en 1865 por orden del obispo Francisco Gainza (1818-1879) de Nueva Cáceres. La segunda edición se imprimió en el Establecimiento tipográfico del Colegio de Santo Tomás, en Manila.